# Viñedo del Jura
El viñedo del Jura (en francés, Vignoble du Jura) es una región vinícola francesa enclavada en el departamento del Jura, en el Franco Condado. Se extiende por la zona denominada Revermont, una franja norte-sur de 70 kilómetros de largo por 6 km de ancho que separa la Bresse del Macizo del Jura.
Si bien se trata de uno de los viñedos más pequeños de Francia en términos de producción (no cuenta con más de 1850 hectáreas, que en un año abundante como 1998 pueden dar algo más de 100.000 hectolitros) goza de un cierto renombre por la excelente calidad de sus vinos.

## Geografía
Las pendientes son muy irregulares y permiten al viñedo disponer de múltiples exposiciones. El clima es continental, con inviernos muy fríos y los veranos muy irregulares pero con muchos días muy cálidos.

## Variedades de uva

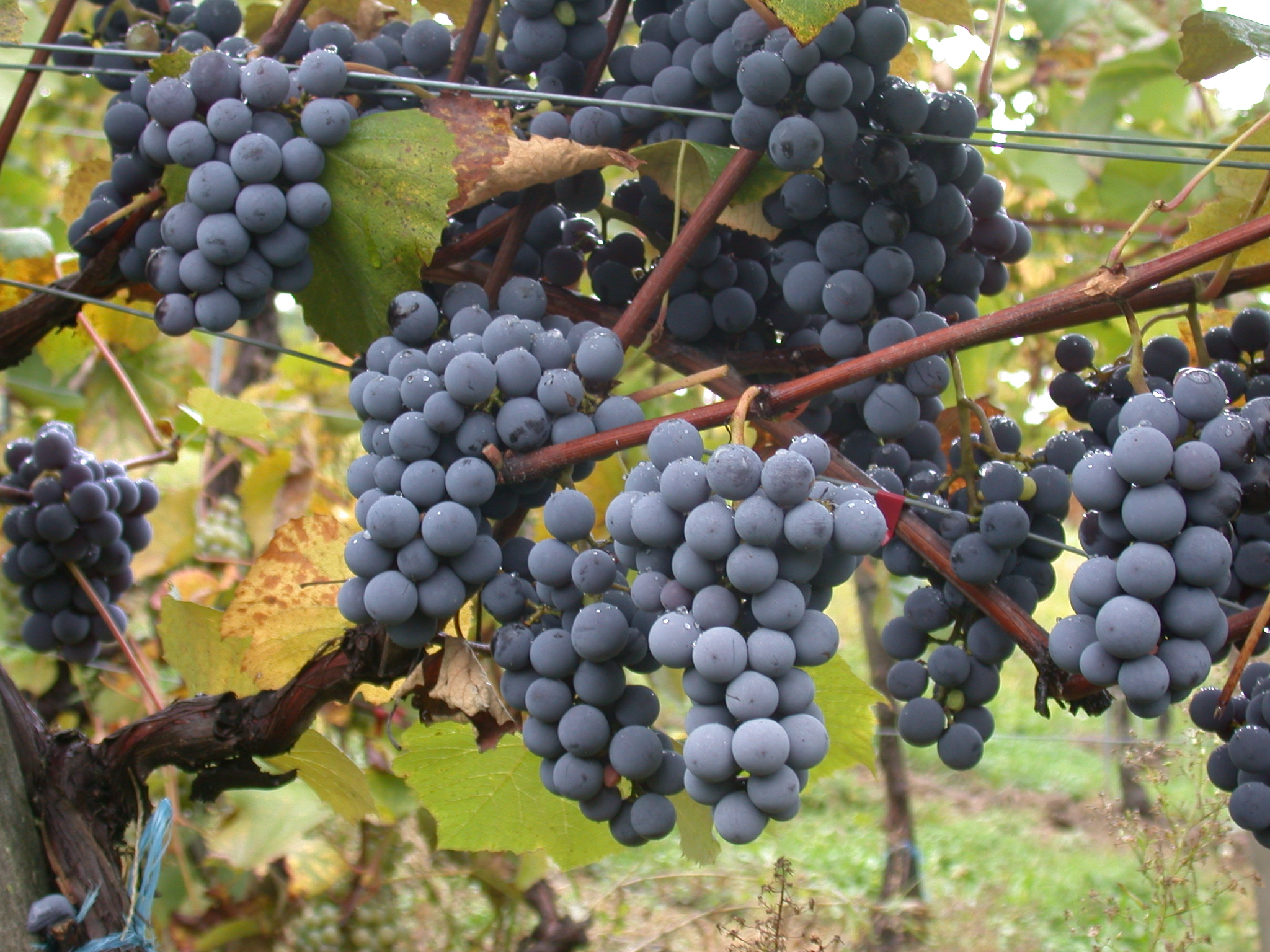
Uva Poulsard.

Las variedades principales son: Savagnin (autóctona), Chardonnay (la más extendida), Poulsard (la segunda en importancia), Trousseau (considerada la mejor tinta de la zona) y Pinot noir en tintos.
En función del vino que se quiera elaborar se suelen realizar los siguientes ensamblajes:
- Los vinos tintos del Jura se elaboran con uvas de una o varias de las variedades Pinot noir, Trousseau y Poulsard.
- Los rosados con uvas de una o varias de las variedades Pinot noir, Trousseau y Poulsard.
- Los blancos con uvas de una o varias de las variedades Chardonnay del Jura, Savagnin del Jura.
- El Crémant (vino espumoso) con Chardonnay du Jura si es crémant blanco y Pinot noir et Poulsard si es crémant rosado.

Además se elaboran los siguientes vinos y alcoholes específicos:
- - Vin Jaune (Savagnin du Jura)
  - Château Chalon (Savagnin du Jura)
  - Vin de paille (Savagnin du Jura)
  - Macvin
  - Eau de vie de Marc du Jura

## Vinos del Jura

### Vin jaune

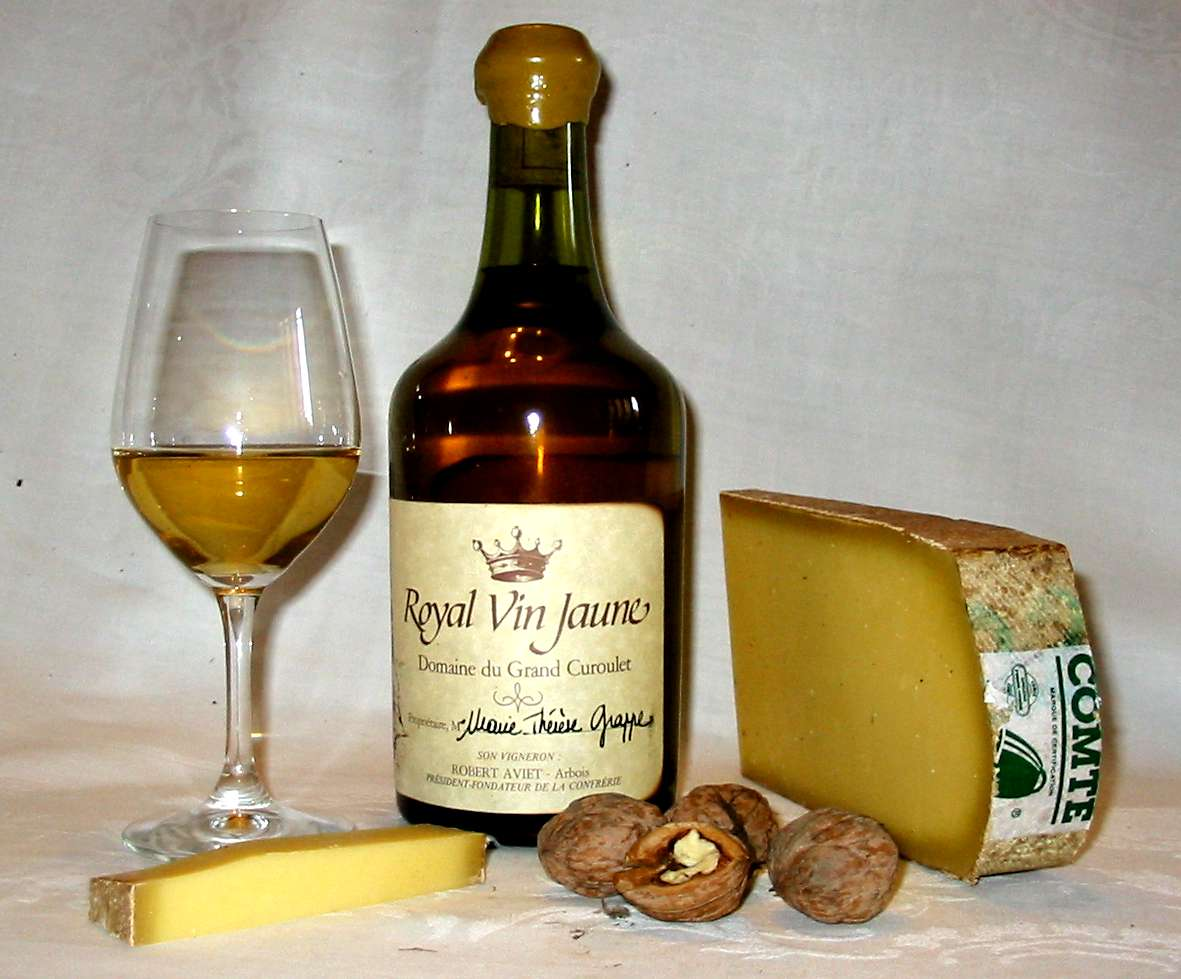
Vin jaune.

El vin jaune (literalmente vino amarillo) se elabora con uvas de la variedad Savagnin vendimiadas de forma tardía a finales de octubre o primeros de noviembre para obtener un mosto con elevado contenido en azúcares para la zona.
En una primera fase, su elaboración es idéntica a la de un vino blanco normal y corriente, se fermenta en tinas de madera o en acero inoxidable hasta su sequedad (hasta 12,8º a 13,8º) y posteriormente se lleva a cabo la fermentación maloláctica.
Para el envejecimiento se pone después en envases de castaño de una capacidad de 228 litros, igual que en Andalucía, pero con la diferencia de que la nave de crianza debe estar relativamente caliente.
Posteriormente se formará el velo de levaduras, no en todas las barricas, y se dejará un mínimo de seis años y tres meses “sin tocar”, es decir, sin trasiegos, ni encabezado ni otra práctica enológica. Según el año y el viñedo, este envejecimiento puede variar entre el mínimo legal y los diez años. Obviamente, se va a producir un ligero aumento de la graduación alcohólica del vino, tanto mayor cuanto más prolongado sea el envejecimiento.
Luego se envasa para la venta en los típicos clavecines, botellas especiales exclusivas del Jura de 62 cl de capacidad. Es una forma de decir al consumidor que, debido a la merma, es el fruto resultante de la crianza biológica de un litro de vino.
Los mejores con diferencia son los de la AOC Château Chalon, pero también Arbois y l’Etoile consiguen vinos amarillos de calidad.

### Vin de paille

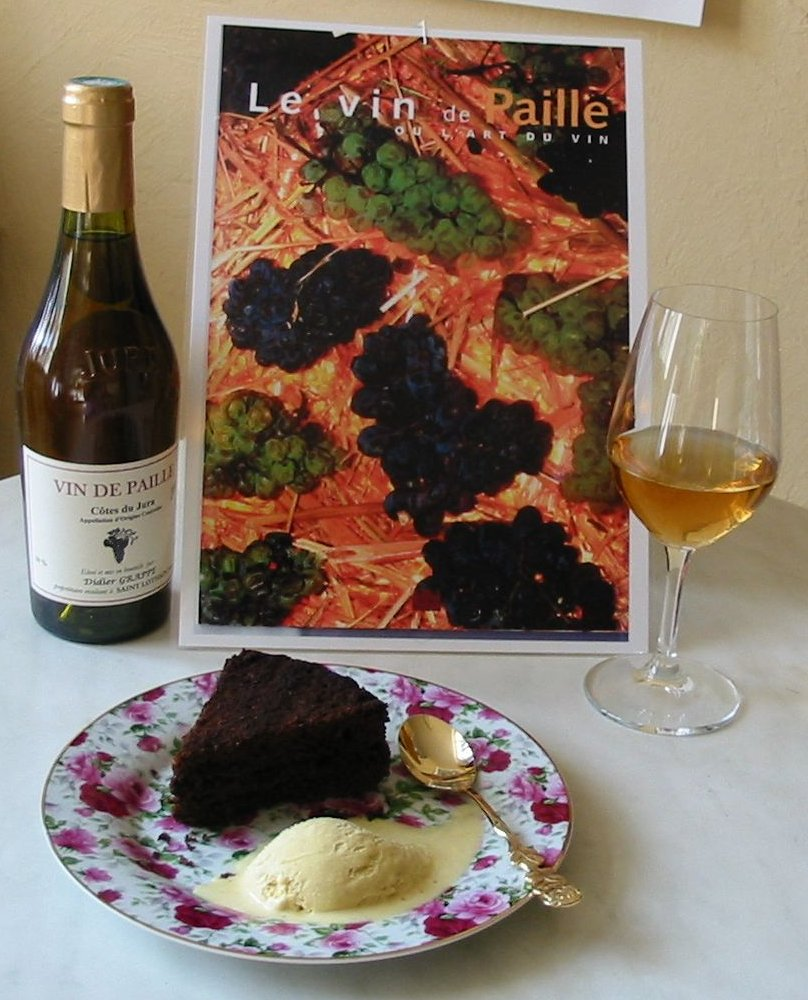
Vin de paille.

El vin de paille (literalmente vino de paja) es un vino dulce que se suele elaborar con las variedades Savagnin y Chardonnay y en ocasiones con Poulsard y Trosseau.
Las racimos elegidos son vendimiados de forma prematura, en la misma época que la uva destinada para vinos espumosos, y su estado sanitario debe ser irreprochable.
Después son depositadas cuidadosamente en cestos de mimbre y cada uno de ellos se suspende del techo de un local relativamente seco y aireado. Otro método consiste en extender en cajas sobre lecho de paja y se deja que se vayan deshidratando. En cualquier caso interesa que la uva se sobremadure de forma lenta, es decir, como si estuviera en la planta.
Se efectúa un cuidadoso seguimiento del proceso de concentración del fruto, eliminando las uvas dudosas, hasta obtener una elevada concentración de azúcares de 300 a 310 g/l aproximadamente, lo que se suele conseguir ya en las Navidades.
El escaso mosto se obtiene de forma delicada en prensas hidráulicas o neumáticas y, por la importante deshidratación, los rendimientos son muy bajos, de 18 a 25 litros por cada 100 kilos de uva.
La nave de elaboración debe ser cálida, dado el frío ambiente de la zona en esa época, y la fermentación, muy lenta, se realiza en barricas de 225 litros, deteniéndose de forma natural cuando alcanza 14% de alcohol, quedando por transformar bastantes azúcares, cerca de 100 gramos por litro. La acidez puede estar alrededor de los 8 gramos por litro de Tartárico.
Normalmente se realiza un trasiego a los seis meses y alguno más en el período que dura el envejecimiento de tres años.
El vino de paja del Jura se comercializa exclusivamente en botellas de 375 ml.

### Macvin del Jura

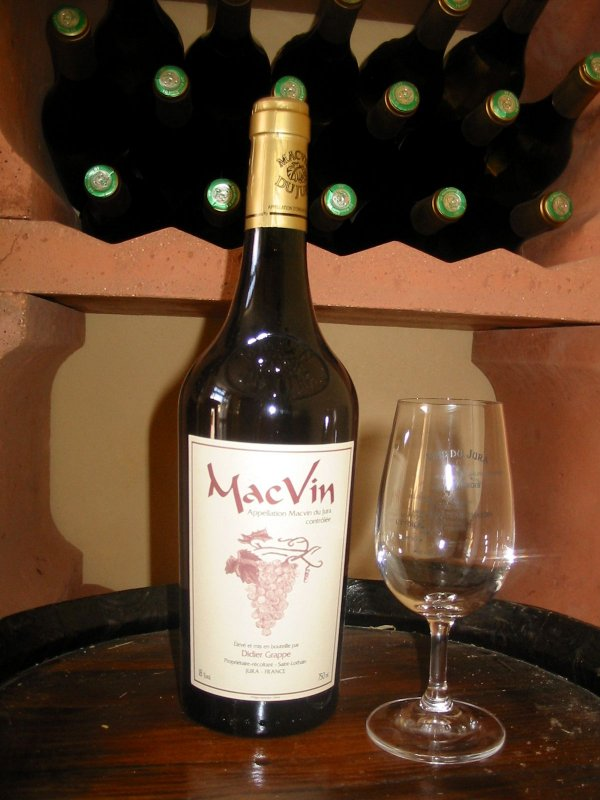
Macvin.

Es un vino de licor amparado con AOC desde el año 1991 que tiene el marco geográfico de la totalidad de las A.O.C. del Jura. Su producción media es de 1700 hl.
Se pueden emplear todas las variedades admitidas en el Jura. Es una mistela de 16º a 18º, elaborada a partir de mezclar mosto con aguardiente de vino o con aguardiente de orujo del Franco Condado de 52°, generalmente en la proporción de un litro de alcohol por dos litros de mosto. El mosto puede estar reducido a la tercera parte para obtener más dulzor y otros aromas. La normativa exige que el aguardiente haya envejecido al menos 18 meses en barricas de roble.
La mistela debería envejecer unos años en toneles de madera para que el alcohol se integre perfectamente con el mosto, pero la normativa permite que se comercialice a partir del 1 de octubre del año siguiente al de la cosecha.

## Zonas con mención geográfica
El Jura cuenta con diversas AOC en las cuales se elaboran diversos tipos de vino y hay una general del licor Macvin de Jura que abarca la totalidad del territorio amparado.
- Arbois (1936). Cuenta con 800 ha: Chardonnay (35%), Savagnin (15%); Poulsard (30%), Trousseau (15%), Pinot noir (5%). Producción máxima 55 hl/ha en tintas y 60 hl/ha en blancas. Producción 35.000 hl (mitad blanco y mitad tinto).

- Château Chalon (1936): 50 ha de Savagnin, con rendimientos de 30 hl/ha y una producción media de 500 hl.

- Côtes de Jura (1937): 700 ha de viñedo. Chardonnay (50%), savagnin (15%); Poulsard (20%), Pinot noir (10%) y Trousseau (5%). Rendimientos igual que en Arbois. Producción 35.000 hl.

- L’Etoile (1937): 80 ha, la mayoría (90%) chardonnay y el 10% restante Savagnin. Rendimientos 60 hl para blancos y 65 hl para espumosos.

- Datos: Q1713793